# Tamanka
A Tamanka a csontos halak (Osteichthyes) főosztályának a sugarasúszójú halak (Actinopterygii) osztályába, ezen belül a sügéralakúak (Perciformes) rendjébe, a gébfélék (Gobiidae) családjába és a Gobionellinae alcsaládjába tartozó nem.

## Rendszerezés
A nembe az alábbi 2 faj tartozik:
- Tamanka maculata Aurich, 1938 - a legtöbb rendszerező szerint, ez a név a Tamanka siitensis szinonimája
- Tamanka siitensis Herre, 1927 - típusfaj